# 陳葦蓁
陈苇蓁（Katrina Chen，1983年7月14日—），加拿大政治人物，2017年-24年間以卑詩新民主黨黨員身份擔任卑詩省議會本拿比洛歇選區議員，2017年-22年間在該省內閣中任職兒童保育省務廳長。在此之前她曾於2014年-17年間出任卑詩省本拿比教育局學務委員。
陳葦蓁目前為作家、致力於許多慈善和社區工作、更創立了卑詩省第一個華語信用合作社品牌「安信 Community Savings」擔任其總裁。她亦是國際教練指導協會合格教練，專於領導能力、平等、職場生涯規劃跟指導。

## 背景
陳葦蓁出生於臺灣臺中，父親為前台中市議員陳瑞德。她於2000年到加拿大留學，於西門菲沙大學主修政治學和副修歷史，從該校獲取文學士學位。她畢業後申請移民定居加拿大，加入非牟利組織ACORN任職社工，並完成不列顛哥倫比亞大學的移民法課程，曾擁有加拿大合格移民顧問及卑詩省宣誓人資格。她曾擔任多個社團幹部，包括世界華人工商婦女會溫哥華分會監事及台灣同鄉會理事，也多年義務主持當地大型活動，包括溫哥華台灣文化節及國慶酒會。

## 從政
陳葦蓁從2007年起擔任聯邦新民主黨二埠—本拿比選區國會議員朱理民的助理，亦曾任卑詩新民主黨本拿比愛德蒙斯選區省議員周行勵的助理。她於2014年本拿比市選中代表本拿比公民協會（Burnaby Citizens Association）競逐本拿比教育局學務委員，並以第三高票當選，2015年則當選卑詩新民主黨副主席，為該黨七名副主席之一。
2016年，卑詩新民主黨黨籍的省議會本拿比洛歇選區議員申才炅宣布不會在來屆省選競逐連任。陳葦蓁於同年10月在無競爭對手下自動贏取該選區的新民主黨候選人資格，並於2017年5月9日舉行的省選中以48.06%得票率首度當選省議員，與同屬新民主黨的康安禮和馬博文同時成為卑詩省首三名台裔省議員。她於2017年7月獲省長賀謹任命為兒童保育省務廳長，成為當地首位台裔內閣廳長，任内推出四十多項新計畫，當中包括實行卑詩省每天收費十元的全民托兒服務。她於2020年省選以超過60%票數連任省議員，並於賀謹內閣中留任兒童保育省務廳長。
賀謹於2022年宣布辭任省長和黨魁後，陳葦蓁曾為媒體列出的可能黨魁參選者之一，但她立即表態支持尹大衛參選，並聯同柯議倫出任尹大衛競選團隊的共同主席。尹大衛當選後，外界一度猜測陳葦蓁會出任內閣要務，然而她於同年12月6日發表聲明指自己因受性別創傷影響而婉拒內閣職務。在翌日公布的新任內閣名單中，兒童保育省務廳長職務由樂慧思繼任。她再於2023年11月宣布不會在翌年省選中競逐連任以便照顧兒子，2024年10月省議員任期屆滿時卸任。

## 近期發展
陳葦蓁離開政壇後創立卑詩省第一個華語信用合作社品牌「安信 Community Savings」擔任其總裁。她亦是國際教練指導協會合格教練，專於領導能力、平等、職場生涯規劃跟指導，並將在2025年五月推出她第一本為了宣導防範家暴的童書繪本。

## 競選成績
| 政黨           | 候選人 | 得票   | 得票率 | 當選 |
| -------------- | ------ | ------ | ------ | ---- |
| 本拿比公民協會 |        | 24,189 | 10.04% |      |
| 本拿比公民協會 |        | 23,249 | 10.0%  |      |
| 本拿比公民協會 | 陳葦蓁 | 23,116 | 10.0%  |      |
| 本拿比公民協會 | 黃錦達 | 21,743 | 9.4%   |      |
| 本拿比公民協會 |        | 18,854 | 8.1%   |      |
| 本拿比公民協會 | 賈美玲 | 18,552 | 8.0%   |      |
| 本拿比公民協會 |        | 18,345 | 7.9%   |      |
| 本拿比優先聯盟 |        | 15,411 | 6.7%   |      |
| 本拿比優先聯盟 |        | 13,659 | 5.9%   |      |
| 本拿比優先聯盟 | 梁漢華 | 13,668 | 5.9%   |      |
| 本拿比優先聯盟 |        | 13,201 | 5.7%   |      |
| 本拿比優先聯盟 |        | 11,389 | 4.9%   |      |
| 本拿比優先聯盟 |        | 10,707 | 4.6%   |      |
| 無黨籍         |        | 5,511  | 2.4%   |      |

| 政黨           | 候選人   | 得票數 | 得票率 | 當選 |
| -------------- | -------- | ------ | ------ | ---- |
| 卑詩新民主黨   | 陳葦蓁   | 10,911 | 48.06% |      |
| 卑詩自由黨     | 施德行   | 8,391  | 36.96% |      |
| 卑詩綠黨       |          | 3,127  | 13.77% |      |
| 無黨籍         |          | 145    | 0.64%  |      |
| 卑詩自由意志黨 |          | 129    | 0.57%  |      |
| 總投票數       | 總投票數 | 22,703 | 100%   |      |

| 政黨           | 候選人   | 得票數 | 得票率 | 當選 |
| -------------- | -------- | ------ | ------ | ---- |
| 卑詩新民主黨   | 陳葦蓁   | 12,574 | 60.25% |      |
| 卑詩自由黨     |          | 5,386  | 25.81% |      |
| 卑詩綠黨       |          | 2,628  | 12.59% |      |
| 卑詩自由意志黨 |          | 281    | 1.35%  |      |
| 總投票數       | 總投票數 | 20,869 | 100%   |      |

## 查看
- 华裔卑诗省议员
- 大温哥华地区的华裔加拿大人

## 外部連結
- （英文）卑詩省議會網站 陳葦蓁議員簡介 （页面存档备份，存于）